# Усівський заказник
У́сівський зака́зник — гідрологічний заказник загальнодержавного значення. Розташований у межах Броварського та Бориспільского районів Київської області.
Площа 3755,1 га.  Складається з двох частин: Усівський заказник-1 (розташовується в межах КСП ім. Шевченка села Безуглівка, КАП «Нива» смт Згурівка, КПС «Красненьке» села Красне, радгоспу «Ново-Олександрівський» села Нова Олександрівка, КСП «Усівське» села Усівка, КСП «Черевківське» села Черевки, Згурівської селищної громади, площа 2307,4 га) та Усівський заказник-2 (знаходиться в межах села Мала Березанка та села Мала Супоївка Згурівської селищної громади та Яготинської міської громади, площа 1447,7 га). 
У верхньому ставі, що носить назву Малий Супій, водиться карась, лин та інша риба. Нижній став — Великий Супій – використовується як нагульне водоймище для вирощування коропа.
Першу частину заказника (Усівський-1) було оголошено постановою Ради Міністрів Української РСР від 25.02.1980 р. № 132. Другу частину заказника (Усівський-2) було оголошено Указом Президента України від 10.12.1994 р. № 750/94.
Охороняються типовий болотний масив у заплаві річки Супій (ліва притока Дніпра). У рослинному покриві представлені всі властиві лісостеповій зоні болотні угруповання — купино-осокові, рогозові, хвощові, очереняті, очеретяно-осокові. Є ділянки водної рослинності з лататтям білим, водяним різаком алоєподібним. З рідкісних видів зростає жировик Лезеля, занесений до Червоної книги України.
Рослинність на ставах водно-болотна: комиш, рогоза, тілоріз, по берегах — осока, частуха. В великій кількості гніздяться тут лисухи, норці, чорношийки, чирки-тріскунці, водяні курочки, по берегах — кулики. В заказнику знаходиться гніздова колонія чайок. На перельоті весною і восени тут зупиняються у великій кількості північні качки, дикі гуси, гагари та інша дичина.
З Великого і Малого Супоїв крижні, чирки, широконіски, нурцеві качки розлітаються на околишні стави, збагачуючи мисливські угіддя Бориспільского району.
Заказник Усівський-1 є регулятором водного режиму р. Супій Згурівської та Яготинської системи озер. Заказник Усівський-2 є резерватом великої кількості водно-болотних видів птахів.

## Галерея

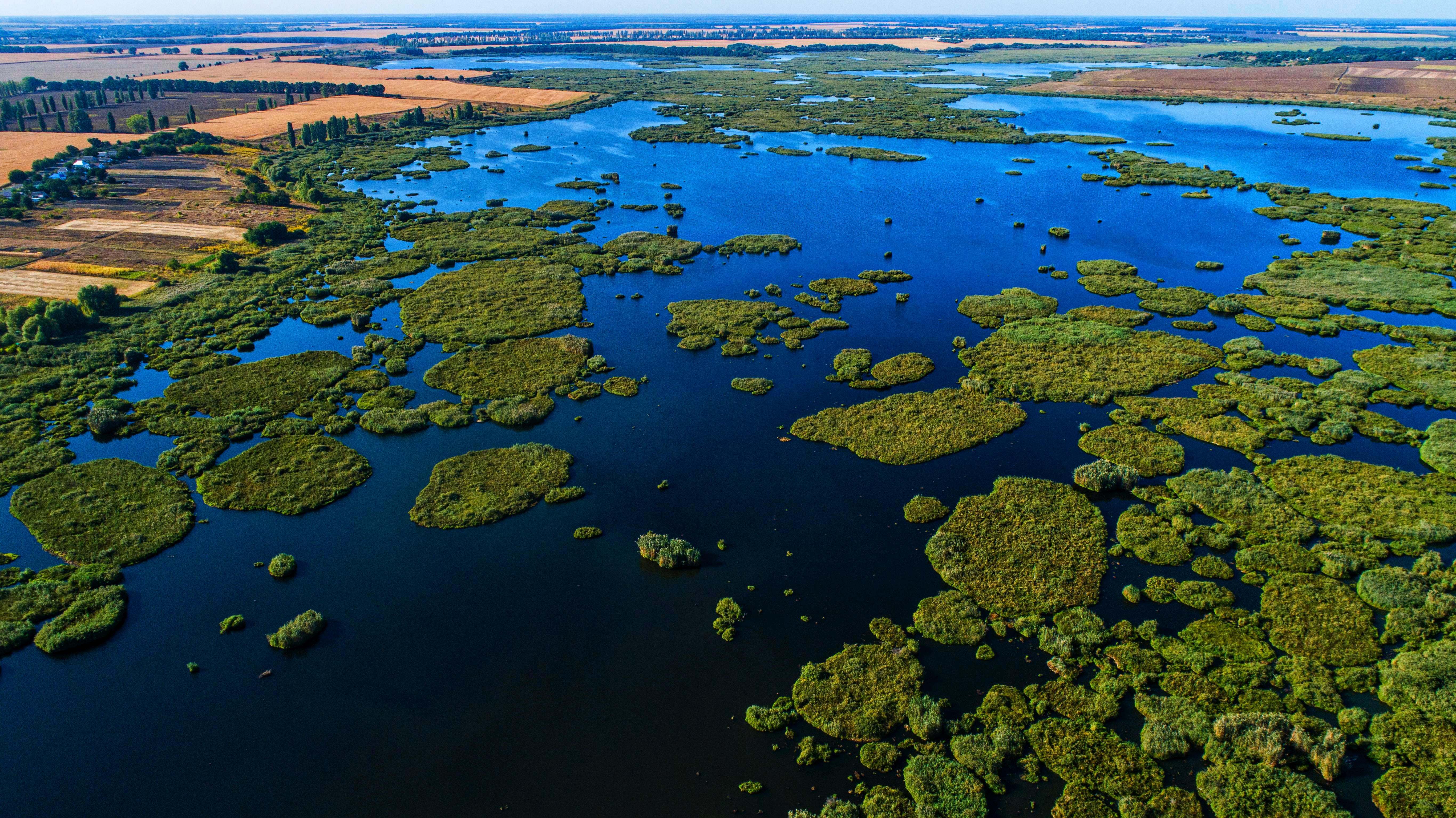
Плавучі острови річки Супій
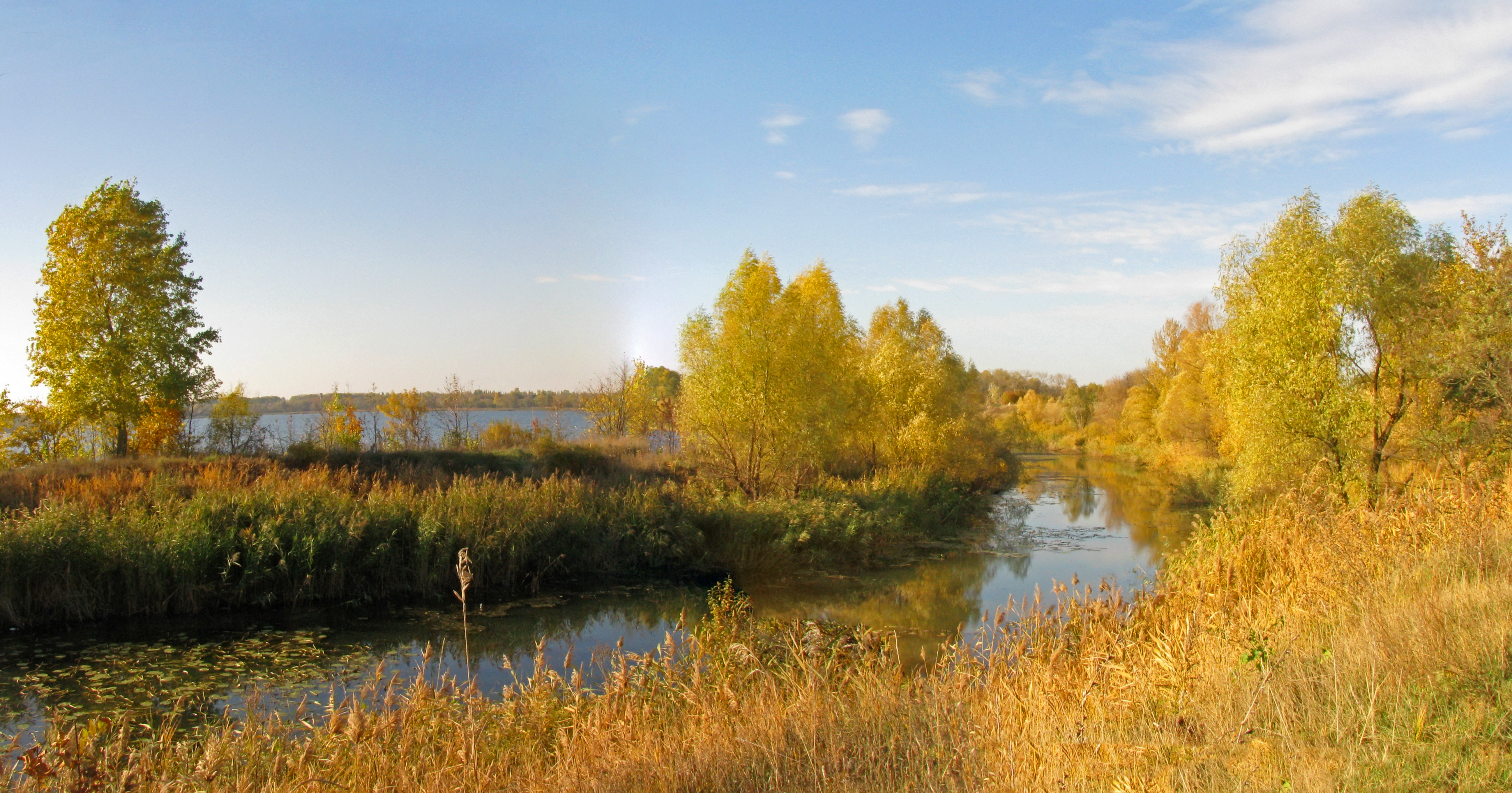
Біля ставу Малий Супій